# Фудбалски савез Северне Македоније
Фудбалска савез Северне Македоније (мкд. Фудбалска федерација на Македонија (ФФМ)) је највиша фудбалска организација у Северној Македонији која се стара о организовању и развоју фудбалског спорта на територији Северне Македоније.

## Историја

### Почеци фудбала у Северној Македонији
Прва фудбалска утакмица у Северној Македонији одиграна је 20. априла 1919. године у Скопљу. Био је то сусрет екипе Напретка из Скопља са екипом енглеске војске који је добио напредак са 2:0. Као помен на тај догађај, је поводом прославе 70-о годишњице почетка фудбала у Македонији 1979. је подигнут споменик у облику фудбалске лопте на месту које је представљало први фудбалски терен.

### Оснивање првих клубова
У периоду од 1909—1920. формирали су многи фудбалски клубови. Први је био ФК Вардар из Скопља формиран 1912. У току Другог светског рата селекција македонских клубова играла је утакмице са селекцијама немачке армије и Бугарске. У периоду од 1900. до 1991. Македонија није имала свој национални тим јер је била у саставу СФРЈ, осим што је млада репрезентација Македоније играла у оквиру Југославије на турниру република из Југославије за младе.

### Савез спортова у Скопљу
По завршетку Другог светског рата 1945 у У Скопљу је формиран Савез спортова, у оквиру којег је основана и фудбалска секција. Први председник савеза био је Густав Влахов. Секција се 16. августа 1948. одвојила од Савеза спортова да би 14. августа 1949. у Скопљу, прерасла у Фудбалски савез Македоније, као део Фудбалког савеза Југославије. Када се 1991. Македонија одвојила од СФР Југославије и савез је постао самосталан. Године 2002. Фудбалски савез Македоније је променио име у Фудбалска федерација Македоније. Променом имена државе у фебруару 2019. федерација мења име у Фудбалска федерација Северне Македоније.

## Такмичења
Фудбалска федерација Северне Македоније организује следећа такмичења:
- Прва лига Македоније;
- Друга лига Македоније;
- Куп Македоније у фудбалу;
- Првенство Северне Македоније за жене;
- Куп Северне Македоније за жене;
- Лига у малом фудбалу;
- Куп у малом фудбалу;

и руководи:
- Фудбалском репрезентацијом Северне Македоније А-селекција
- Фудбалском репрезентацијом Северне Македоније У-21 (до 21 године)
- Фудбалском репрезентацијом Северне Македоније У-19 (до 19 година)
- Фудбалском репрезентацијом Северне Македоније У-17 (да 17 година)
- Женском фудбалском репрезентацијом Северне Македоније
- Фудбалском репрезентацијом Северне Македоније у футсалу.

Председник Фудбалске федерације Северне Македоније је Мухамед Сејдини, а генерали секретар Филип Поповски.
Прво првенство Северне Македоније одржано је 1992/93 у којем је учествовало 18 клубова.
Савез је 1994. примљен у ФИФА, УЕФА и Балкански савез и од тада Фудбалска репрезентација Северне Македоније учествује у квалификацијама за Европска и Светска првенства у фудбалу и учествује на турнирима младих репрезентација које организује Балкански савез. Такође од 1995 фудбалски кубови из Северне Македоније учествују у квалификацијама за УЕФА куп и Лигу шампиона.
Прву званичну утамицу одиграла је са Фудбалском репрезентацијом Словеније у Крању 13. октобра 1993. пре пријема у УЕфА, а после пријема опет са истом репрезентацијом 23. марта 1994. у Скопљу. Обе је победила репрезентација Македоније први 4:1, а другу 2:0.